# Martin Přibáň
Martin Přibáň (* 28. listopadu 1958 Opava) je český politik a středoškolský učitel, v 90. letech 20. století poslanec České národní rady a Poslanecké sněmovny za ODS, později za Unii svobody.

## Biografie
V letech 1974–1978 absolvoval gymnázium v Lerchově ulici v Brně. V letech 1978–1983 absolvoval Filozofickou fakultu Univerzity Jana Evangelisty Purkyně v Brně (obor dějepis–český jazyk), kde potom v roce 1987 složil státní rigorózní zkoušku v oboru historie. V období let 1984–1985 pracoval jako učitel na ZŠ Klobouky u Brna, pak v letech 1985–1986 byl zaměstnán v Moravském zemském muzeu v Brně a od roku 1986 do roku 1988 v Muzeu Slavkov u Brna. V letech 1988–1992 učil na základní škole pro slabozraké a nevidomé v Brně. Po konci poslanecké kariéry pak nastoupil roku 1998 jako učitel na gymnázium v Břeclavi, kde působí dodnes (2020). Je ženatý, má tři děti (Radek, Pavel, Barbara).

### Politická dráha
Ve volbách v roce 1992 byl zvolen do České národní rady za ODS (volební obvod Jihomoravský kraj). Zasedal ve výboru pro vědu, vzdělání, kulturu, mládež a tělovýchovu.
Od vzniku samostatné České republiky v lednu 1993 byla ČNR transformována na Poslaneckou sněmovnu Parlamentu České republiky. Zde mandát obhájil v sněmovních volbách v roce 1996. V letech 1992-1996 byl místopředsedou poslaneckého klubu ODS. V lednu 1998 přestoupil do poslaneckého klubu nově utvořené Unie svobody. V období let 1996–1998 pokračoval ve sněmovně jako člen výboru pro vědu, vzdělání, kulturu, mládež a tělovýchovu, v letech 1996–1997 kromě toho působil v zahraničním výboru. V letech 1994–1998 navíc zasedal v stálé komisi pro sdělovací prostředky. Ve sněmovně se zabýval mediální tematikou.
Do odchodu z ODS působil na postu předsedy oblastní organizace strany v Břeclavi. Počátkem roku 1998 se na Břeclavsku podílel na budování struktur Unie svobody.
Poté, co v roce 1998 skončilo jeho působení v poslanecké sněmovně, byl v červnu 1998 zvolen předsedou rady České tiskové kanceláře. V lednu 2002 na členství v radě rezignoval s odkazem na to, že v následujících sněmovních volbách kandiduje za Unii svobody a nechce spojovat své politické angažmá s postem v radě ČTK.
V listopadu 2002 ho sněm Unie svobody v Jihomoravském kraji zvolil na post místopředsedy krajské organizace strany. Ihned poté nové vedení jihomoravské Unie svobody směřovalo celostátnímu vedení strany výzvu k rezignaci v důsledku úbytku voličstva.
V komunálních volbách v roce 1994, komunálních volbách v roce 1998 a komunálních volbách v roce 2002 kandidoval neúspěšně do zastupitelstva města Břeclav, v roce 1994 jako člen ODS, pak jako kandidát US-DEU. Profesně se uvádí jako mediální poradce, k roku 2002 jako profesor gymnázia. Opětovně bez úspěchu kandidoval do tamního zastupitelstva v komunálních volbách v roce 2006, nyní coby bezpartijní, profesí učitel. Následně se vrátil do ODS a v komunálních volbách v roce 2010 byl za ni do zastupitelstva Břeclavi zvolen, povoláním uváděn jako středoškolský učitel.